# The Avengers: United They Stand
The Avengers: United They Stand (No Brasilː Os Vingadores) foi uma série animada produzida pela Fox Studios, tendo estreado em Outubro de 1999 no canal norte-americano Fox Kids.

## Produção
O elenco de Vingadores do desenho baseia-se nos Vingadores da Costa Oeste, composto por Homem-Formiga, Vespa, Gavião Arqueiro, Feiticeira Escarlate, Magnum, Falcão, Tigresa e Visão. Capitão América e o Homem de Ferro aparecem cada um apenas em 1 episódio. Homem-Formiga, Vespa, Gavião Arqueiro e Falcão possuem armaduras de batalhas e um método de transformação inspiradas nos heróis de séries Super Sentai. Ultron é o vilão principal da série, aparecendo em 6 episódios.

## Personagens
- Dr. Hank Pym/Homem-Formiga: Um cientista que cria os equipamentos da equipe, inclusive seu traje que o permite mudar de tamanho.
- Clint Barton/Gavião Arqueiro (referido na dublagem como Olho de Gavião):  Um combatente com grande perícia no arco e flecha.
- Janet Van Dyne/Vespa: A esposa de Hank Pym,  com um traje que além de poder mudar de tamanho tem asas e armas de raios.
- Wanda Maximoff/ Feiticeira Escarlate: Uma mutante com magia baseada na manipulação de probabilidades.
- Greer Grant/Tigresa: Vítima de uma mutação que a deixou com características felinas, como presas, garras, super agilidade e olfato e audição sensíveis.
- Sam Wilson/Falcão: Um soldado que usa asas mecânicas para voar, além de ter um falcão de estimação para determinadas tarefas.
- Visão: Um andróide criado pelo maligno Ultron, capaz de voar, trocar sua densidade (ou intangível ou pesado) e atirar raios. Eventualmente recebe a mente de Simon Williams/Magnum após este entrar em um coma.

### Aliados
- Steve Rogers /Capitão América
- Namor
- Tony Stark /Homem de Ferro
- Agatha Harkness

### Vilões
- Ultron: Um robô que odeia os humanos e criador do Visão.
- Kang, o Conquistador: Um alienígena vindo do futuro.
- Espadachim: O antigo mentor do Gavião.
- Mestres do Terror: Um grupo de vilões liderados pelo Barão Zemo, que deseja se vingar do Capitão América por este ter matado seu pai.
  - Bumerangue
  - Cardinal
  - Homem-Absorvente
  - Libélula
  - Rocha Lunar
  - Tubarão Tigre
  - Tufão
- Attuma: Um atlanteano que quer tomar o reino submarino de Namor.
- Cabeça de Ovo: Um cientista maligno com uma rixa com Homem-Formiga.
- Nicholas Scratch: Um feiticeiro maligno, pai dos magos conhecidos por Sete de Salem.
- Zodíaco: Doze alienígenas baseados nos signos, liderados por Cornelius Van Lunt, um antigo sócio do pai da Vespa.